# Butezi
Butezi es una comuna de la provincia de Ruyigi en Burundi. En agosto de 2008 tenía una población censada de 39 178 habitantes.
Se encuentra ubicada al este del país, cerca de la frontera con Tanzania. 